# Paweł Łukaszewski: Motets
Paweł Łukaszewski: Motets – album muzyki współczesnej z kompozycjami Pawła Łukaszewskiego wykonanymi przez Polski Chór Kameralny pod dyrekcją Jana Łukaszewskiego. Płyta ukazała się 9 czerwca 2017 pod szyldem Warner Music Poland. Uzyskała dwie nominacje do Fryderyków 2018 – Album roku (Muzyka Współczesna) oraz Najwybitniejsze Nagranie Muzyki Polskiej.

## Lista utworów
1. „Motette” (2011) Carus Verlag, Niemcy – 6:59
2. „Adoramus te, Christe” (2014), Pana Musica, Japonia – 3:02
3. „Pater noster” (2014), Pana Musica, Japan – 3:22
4. „Psalmus 120” (2008), PWM Edition – 2:44
5. „Beatus vir, Sanctus Adalbertus” (1997), PWM Edition – 2:11
6. „Nunc dimittis” (2007), Chester Music, Wielka Brytania – 4:46
7. „Beatus vir, Sanctus Martinus” (1996), Chester Music, Wielka Brytania – 3:18
8. „Psalmus 129” (2008), PWM Edition – 2:55
9. „Ave Maria” (1992), Chester Music, Wielka Brytania – 4:13
10. „Ave Maris Stella” (2003) – 2:57
11. „Regina caeli” (2014), Pana Musica, Japonia – 2:43
12. „Alleluia” (2014), Walton, USA – 2:12
13. „Jużem dość pracował” – 2:55
14. „Chrystus Pan jest mój żywot” – 2:43
15. „Śniertelny młot w psiersi bzije” – 2:51
16. „Przez cyśccowe upalenia” – 3:45
17. „Zmarły cłoziece” – 3:05
18. „Adventgebet” (2003) – 4:14

- utwory 13-17: Pięć żałobnych pieśni kurpiowskich (2009) PWM Edition